# Егиазаров, Гавриил Георгиевич
Гаврии́л Гео́ргиевич Егиаза́ров (2 мая 1916, Баку — 22 июля 1988, Москва) — советский киноператор, режиссёр и сценарист. Народный артист РСФСР (1977).

## Биография
Родился  в Баку в армянской семье. По окончании школы в период 1929—1935 годов работал на Бакинской киностудии. В 1940 году окончил операторский факультет ВГИКа.
С 1941 года — оператор «Союздетфильма». Из-за войны осенью 1941 года студия была эвакуирована в Душанбе, там работал на Сталинабадской киностудии. По окончании войны вновь на «Союздетфильме» (Киностудия имени М. Горького — с 1948 года).
С 1957 года — оператор на «Мосфильме». Был автором выпусков киножурнала «Фитиль». С 1960-х годов — режиссёр, наиболее известны работы Г. Егиазарова, в которых реалистично изображается жизнь обычных советских людей: «Горячий снег» по роману Ю. В. Бондарева и «Портрет с дождём».
Член КПСС с 1956 года, член Союза кинематографистов СССР (Москва).
Скончался 22 июля 1988 года в Москве. Похоронен на Востряковском кладбище (участок № 103).

## Фильмография
Оператор
- 1931 — Герои Мархоты / Держитесь за цемент (совместно с Я. Лейбовым)
- 1935 — Несчастье Аббаса
- 1942 — Боевой киносборник «Лесные братья» (совместно с Г. Гарибяном)
- 1943 — Живи, родная Беларусь!
- 1945 — Слон и верёвочка
- 1948 — Первоклассница
- 1950 — Огни Баку
- 1952 — Майская ночь, или Утопленница
- 1953 — Таинственная находка
- 1955 — К новому берегу (совместно с В. Рапопортом)
- 1958 — Поэма о море
- 1959 — Василий Суриков
- 1960 — Ловцы губок
- 1962 — Грешница
- 1965 — Строится мост
- 1969 — Только три ночи (совместно с Н. Немоляевым)

Режиссёр
- 1962 — Грешница
- 1963 — Встреча на переправе
- 1965 — Строится мост
- 1969 — Только три ночи
- 1972 — Горячий снег
- 1975 — От зари до зари
- 1977 — Портрет с дождём
- 1980 — Коней на переправе не меняют
- 1982 — Домой!
- 1984 — Расставания
- 1987 — Иван Великий

Сценарист
- 1975 — От зари до зари (совместно с Л. Чумичёвым)
- 1980 — Коней на переправе не меняют (совместно с Н. Мельниковым, А. Мишариным)
- 1982 — Домой! (совместно с А. Платоновым)
- 1987 — Иван Великий

Актёр
- 1967 — Щит и меч (Фильм четвёртый. «Последний рубеж») — командир десанта

## Награды и премии
- заслуженный деятель искусств РСФСР (26 ноября 1965)[9];
- орден «Знак Почёта» (12 апреля 1974) — за заслуги в развитии советской кинематографии и активное участие в коммунистическом воспитании трудящихся[10];
- Государственная премия РСФСР имени братьев Васильевых (1975) — за фильм «Горячий снег» (1972)[2];
- приз ВКф за лучший сценарий (1976; фильм «От зари до зари»)[11];
- народный артист РСФСР (7 января 1977) — за заслуги в области советского киноискусства[12].

## Комментарии
1. ↑  В публикации Энциклопедического словаря под редакцией С. Юткевича (1987) год окончания ВГИКа — 1941[3].
2. ↑  Информация из Энциклопедического словаря под редакцией С. Юткевича (1987) об участии Г. Егиазарова в Великой Отечественной войне[3] не подтверждена последующими исследованиями — боевые действия в Керчи в 1941—1942 годах с И. Дильдаряном и Г. Санамяном снимал фронтовой кинооператор Гурген Егиазарян[4].